# 第70戦闘航空団
第70戦闘航空団(Jagdgeschwader 70、JG 70)は、第二次世界大戦時のドイツ空軍の戦闘航空団の一つである。

## 第二次世界大戦
1939年7月15日、第70戦闘航空団(JG 70)はヘルツォーゲンアウラハにて第1飛行中隊(1.Staffel)と第2飛行中隊(2.Staffel)が編成された。これらの飛行中隊の装備はメッサーシュミット Bf109であった。JG 70は1939年9月1日から始まったポーランド侵攻には参加しなかったが、第3航空艦隊隷下の第13航空管区司令部(Luftgaukommando XIII)所属の戦闘航空団としてドイツ南西部を担当していた。1939年9月13日、JG 70は第54戦闘航空団に編入される形で消滅した。